# Виндвардсајд
Виндвардсајд (енгл. Windwardside) је друго по величини насеље на острву Саба, које је у саставу Карипске Холандије у Карипском мору. Насеље је смештено на планини Скенери. Становништво је малобројно, свега 418 особе по подацима из 2001.

## Галерија
- Централна улица
- Музеј "Хари Л. Џонсон"